# علی پاکدامن
سید علی پاکدامن اسماعیل‌زاده (زاده ۱ شهریور ۱۳۶۹ تهران شمشیرباز سابر اهل ایران است.پاکدامن پس از بیست‌ودو سال توانست ایران را صاحب مدال طلای انفرادی آسیا کند.